# Ansonia muelleri
Ansonia muelleri es una especie de anfibios de la familia Bufonidae.
Es endémica de Filipinas.
Su hábitat natural incluye bosques tropicales o subtropicales secos, montanos secos, ríos, corrientes intermitentes de agua y nacientes.
Está amenazada de extinción por la pérdida de su hábitat natural.